# Người Zulu
Zulu (tiếng Zulu: amaZulu) là nhóm dân tộc lớn nhất và nổi tiếng nhất của Nam Phi. Người Zulu tổng cộng có 11-12 triệu người tập trung sinh sống chủ yếu tại tỉnh KwaZulu - Natal, đông nam Nam Phi. Một số lượng nhỏ người Zulu cũng sinh sống ở Zimbabwe, Zambia, Tanzania và Mozambique. Ngôn ngữ của họ, tiếng Zulu, là một ngôn ngữ Bantu; cụ thể hơn, thuộc phân nhóm Nguni. Vương quốc Zulu đã đóng một vai trò lớn trong lịch sử Nam Phi trong thế kỷ 19 và 20.
Người Zulu xem chỗ ở của mình như một thiên đường trên Trái Đất. Zulu theo ngôn ngữ bản xứ có nghĩa là thiên đường.
Người Zulu xem trọng sự trinh tiết. Nam nữ thanh niên đều phải trải qua sự kiểm tra trinh tiết.
Ngôi nhà Zulu truyền thống gồm những túp lều và trại gia súc. Những túp lều được xây cạnh nhau tạo thành hình lưỡi liềm. Người đứng đầu gia đình ở trung tâm, với túp lều của người vợ cả bên phải, túp lều người vợ yêu ở bên trái. Gia súc tập trung ở giữa để được bảo vệ tối đa bằng rào gai khỏi kẻ cướp hay động vật hoang dã. Gia súc là thước đo sự giàu có của một người đàn ông và là phương tiện trao đổi: giá cưới vợ, đổi thịt và sữa, da bò làm quần áo và là vật hy sinh cúng tổ tiên.